# منطقه سوهه
منطقه سوهه یکی از منطقه های استان شمالی واقع در کشور پاپوآ گینه نو می باشد. مرکز این منطقه کوکودا است. این منطقه خود از ۴ فرمانداری محلی تشکیل می گردد که هر فرمانداری به منظور سهولت در امر آمارگیری خود به چند بخش تقسیم می شود. طبق سرشماری سال ۲۰۰۰ میلادی جمعیت این منطقه ۶۵٬۱۵۶ نفر بوده است.

## تقسیمات
این منطقه دارای ۴ فرمانداری محلی است که اسامی آن ها به شرح زیر است:
- فرمانداری محلی روستایی هیگاتورو

- فرمانداری محلی روستایی کیرا

- فرمانداری محلی روستایی کوکودا

- فرمانداری محلی روستایی تاماتا